# Троицкий собор (Старица)
Собор Троицы Живоначальной — соборный храм Старицкого Успенского монастыря, Тверская область. В отличие от других построек монастыря, возведён в стиле позднего классицизма. Памятник архитектуры.

## История
В 1819 году вплотную к Успенскому собору был пристроен Троицкий. Имеет два этажа, с Сергиевским и Дионисиевским приделами. Храм построен на средства Алексея Тутолмина, который в 1810 году открыл в Старице первую больницу.
В советское время собор сильно пострадал, в настоящее время отреставрирован, фрески восстановлены.

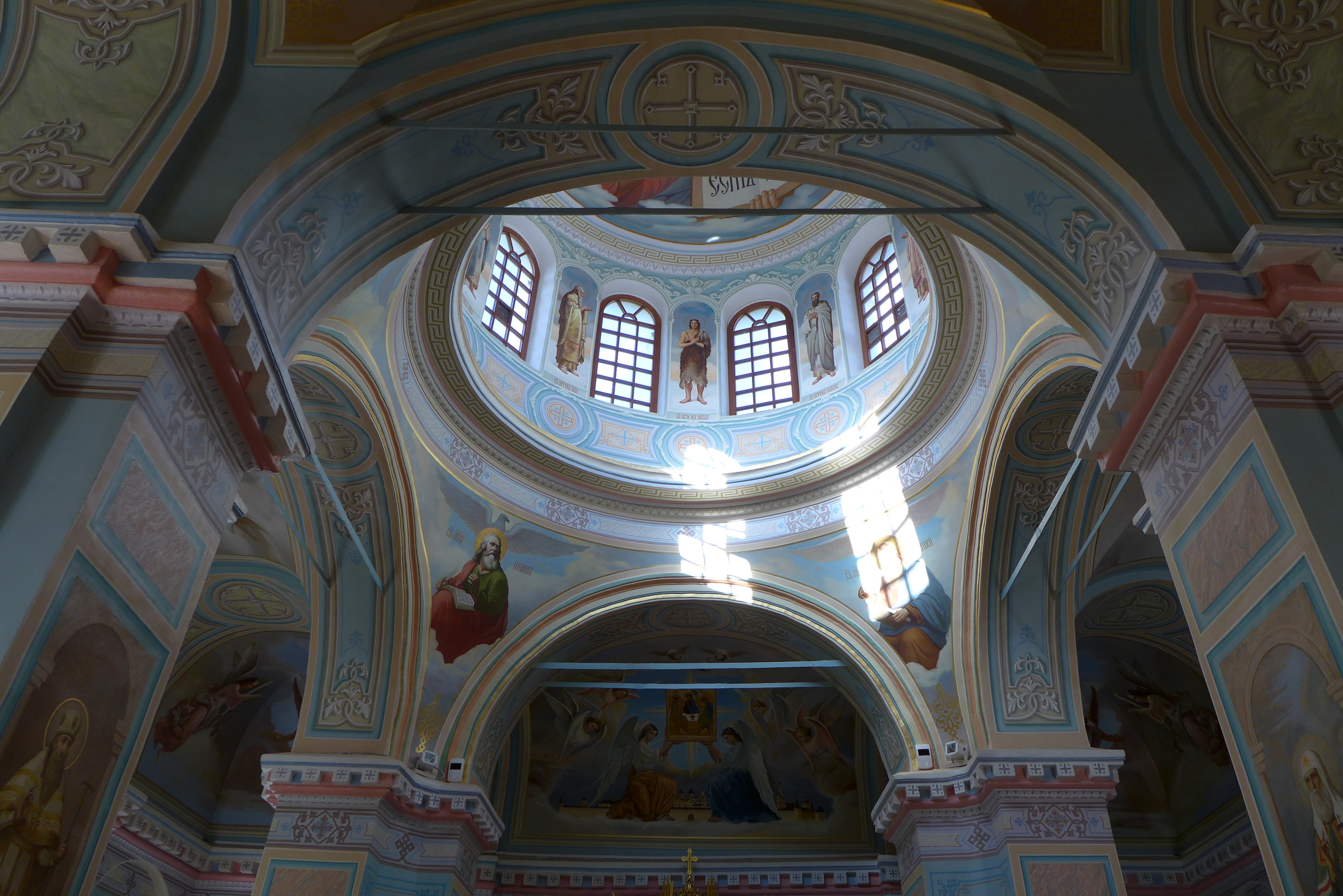
Подкупольное пространство собора.

## УсыпальницаТутолминых
На цокольном этаже собора находится усыпальница рода Тутолминых с пятью надгробными памятниками. С верхним этажом храма она объединена большим отверстием в своде цокольного этажа. Над каждой могилой помещались мраморные изваяния, а над центральной — большой обелиск, видимый в верхнем ярусе собора.